# Idrottsföreningen Kamraterna Malmö
L'Idrottsföreningen Kamraterna Malmö, meglio noto come IFK Malmö, è una società calcistica svedese con sede nella città di Malmö.

## Storia
Fondato il 23 aprile 1899 venne promosso per la prima volta nell'Allsvenskan nella stagione 1924-1925, disputando da allora un totale di 13 stagioni nella massima serie svedese, raggiungendo uno straordinario secondo posto nella stagione 1960. L'anno seguente, inoltre, raggiunse i quarti di finale, persi contro gli austriaci del Rapid Vienna, della Coppa dei Campioni 1960-1961.
Nel frattempo, in occasione della partita della fase a gruppi del Mondiale 1958, la nazionale dell'Argentina usò la maglia dell'IFK Malmö al suo debutto contro la Germania, poiché la selezione tedesca non volle usare la divisa da trasferta.
Il Malmö Stadion, che dal 2009 ospita le partite interne, ha una capacità di 26.500 spettatori.

## Palmarès

### Competizioni nazionali
- Kamratmästerskapen: 1

1916

### Altri piazzamenti
- Campionato svedese:

Secondo posto: 1960
- Kamratmästerskapen:

Finalista: 1917